# Ibdes
Ibdes település Spanyolországban,  Zaragoza tartományban. Ibdes Alhama de Aragón, Carenas és Monterde községekkel határos. Lakosainak száma 372 fő (2024).

## Népesség
A település népessége az utóbbi években az alábbiak szerint változott:
| Lakosok száma | 544  | 541  | 525  | 510  | 471  | 483  | 413  | 404  | 384  | 372  |
|               | 2001 | 2004 | 2007 | 2009 | 2012 | 2014 | 2017 | 2019 | 2022 | 2024 |